# Нурали, Эмомали
Эмомали Нуралиевич Бабакалонов (тадж. Эмомалӣ Нуралӣевич Бобоколонов; 8 апреля 2002, кишлак Хилали, Хуросонский район, Таджикистан) — таджикский дзюдоист. Серебряный призёр чемпионата мира 2025 года. Чемпион мира среди молодежи.

## Биография
Эмомали Нурали родился 8 апреля 2002 года в селе Хилали Хорасанского района. Учился в школе № 47, где учителем был его отец. Его отец, Нурали Бабакалонов, помимо работы учителем, имел в селе спортзал, где тренировал учеников. С 8 лет отец Эмомали водил его в свой спортзал и стал его первым инструктором по борьбе дзюдо .
Эмомали после окончания школы поступил в Таджикский государственный университет коммерции на специальность юриспруденция. В то же время он начал свои тренировки в Клубе дзюдо Парвиза Собирова.
Лучший спортсмен среди молодёжи по олимпийскому виду спорта в 2022 году Таджикистана.

## Достижение

### Республиканский
- Чемпионат Таджикистана 2022 — [4]
- Республиканские соревнования среди взрослых 02.2022 —
- Республиканские соревнования среди взрослых 12.2021 —
- Республиканский конкурс среди молодежи 11.2021 —
- Республиканская олимпиада среди молодежи 07.2021 —

### Международный
- Чемпионат мира по дзюдо среди юношей 2022 г. Индивидуальные соревнования. Гуаякиль — [5][6]
- Молодёжный Кубок Азии 2022. Ташкент — [7]
- Tashkent Grand Slam 2023 — [8]
- Grand Slam Antalya 2024 —

В июне 2025 года на чемпионате мира в Будапеште в весовой категории до 66 кг завоевал серебряную медаль. В схватке за титул уступил сопернику из Японии Такеси Такеоке.

## Примечание
1. ↑  JudoInside.com (англ.) — 2002.
2. 1 2  'Рақобати тиллоӣ'. Эмомалӣ Нуралӣ чӣ гуна қаҳрамони ҷаҳон шуд? (тадж.). YOUR (12 августа 2022). Дата обращения: 5 сентября 2022. Архивировано 5 сентября 2022 года.
3. ↑  Определены и поощрены лучший спортсмен, тренер и спортивный город в Таджикистане в 2022 году | НИАТ "Ховар". Дата обращения: 13 февраля 2023. Архивировано 13 февраля 2023 года.
4. ↑  Федератсияи Ҷудои Тоҷикистон. judo.tj. Дата обращения: 11 августа 2022. Архивировано 10 июля 2023 года.
5. ↑  Guayaquil World Championships Juniors 2022 Individuals / IJF.org. www.ijf.org. Дата обращения: 11 августа 2022. Архивировано 11 августа 2022 года.
6. ↑  Judobase.org. judobase.ijf.org. Дата обращения: 11 августа 2022. Архивировано 13 декабря 2021 года.
7. ↑  Tashkent Junior Asian Cup 2022. www.ijf.org. IJF.org. Дата обращения: 11 августа 2022.
8. ↑  Nurali EMOMALI / IJF.org. www.ijf.org. Дата обращения: 22 апреля 2024. Архивировано 13 мая 2023 года.
9. ↑  У Японии третье золото, итоги второго дня ЧМ-2025 по дзюдо. sportaran.com. Дата обращения: 15 июня 2025. Архивировано 15 июня 2025 года.